# 17508 Takumadan
17508 Takumadan este un asteroid din centura principală de asteroizi.

## Descriere
17508 Takumadan este un asteroid din centura principală de asteroizi. A fost descoperit pe 3 mai 1992 la Geisei de Tsutomu Seki. El prezintă o orbită caracterizată de o semiaxă mare de 2,36 ua, o excentricitate de 0,22 și o înclinație de 3,3° în raport cu ecliptica.